# Aksu (prefektura)
Aksu (čínsky v českém přepisu A-kche-su, pchin-jinem Ākèsū, znaky zjednodušené 阿克苏, tradiční 阿克蘇, ujgursky ئاقسۇ, Aqsu‎) je staré město na břehu stejnojmenné řeky, dnes prefektura v Ujgurské autonomní oblasti Sin-ťiang Čínské lidové republiky.
Město Aksu, ležící cca 250 km na západ od Kuči bylo důležitou zastávkou na hedvábné stezce, slavné svými ořechy.
V Čínské lidové republice název Aksu kromě prefektury nese i její sídelní městský okres ve kterém leží původní město Aksu.

## Administrativní členění
Prefektura Aksu se člení na devět celků okresní úrovně, a sice dva městské okresy a sedm okresů.
| městský okres · Aksu · ※ městský okres · Kuča okres · Učturpan okres · Kelpin okres · Onsu okres · Awat okres · Baj okres · Toqsu okres · Šajar ※ |          |                       |                    |                                  |
| Název | Název    | Počet obyvatel (2020) | Rozloha km² (2020) | Hustota zalidnění (obyv. na km²) |
| český přepis | znaky    | Počet obyvatel (2020) | Rozloha km² (2020) | Hustota zalidnění (obyv. na km²) |
| Městské okresy |          |                       |                    |                                  |
| Aksu | 阿克苏市 | 715 319               | 13 726             | 52                               |
| Kuča | 库车市   | 530 328               | 14 508             | 37                               |
| Okresy |          |                       |                    |                                  |
| Učturpan | 乌什县   | 205 571               | 8 678              | 24                               |
| Kelpin | 柯坪县   | 50 619                | 8 914              | 6                                |
| Onsu | 温宿县   | 266 002               | 13 720             | 19                               |
| Awat | 阿瓦提县 | 242 481               | 12 589             | 19                               |
| Baj | 拜城县   | 231 113               | 15 878             | 15                               |
| Toqsu | 新和县   | 194 473               | 5 811              | 33                               |
| Šajar | 沙雅县   | 278 516               | 31 652             | 9                                |
| |          |                       |                    |                                  |
| Celkem | Celkem   | 2 714 422             | 125 475            | 22                               |